# Biserica Romano-Catolică din Germania

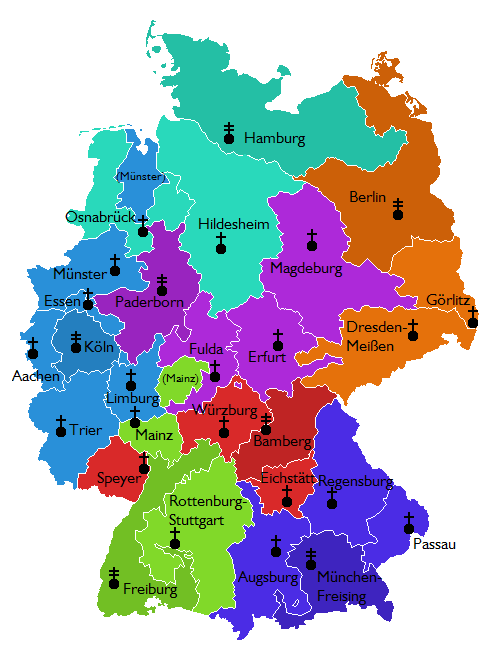
Harta administrativă a Bisericii.

Biserica Romano-Catolică din Germania (în limba germană Römisch-katholische Kirche in Deutschland) este partea Bisericii Romano-Catolice prezente în Germania. Conform recensământului din 2008 un număr de 25,177 de milioane de cetățeni germani și-au declarat apartenența la Biserica Romano-Catolică. Credincioșii romano-catolici au astfel o pondere de 30% - 31% din populația Germaniei reprezentând cea mai mare confesiune din această țară. Din punct de vedere economic, Biserica germană este considerată a fi cea mai bogată Biserică Catolică din Europa, cea mai importantă și mai bogată episcopie fiind cea de la Köln.
Istoria Bisericii Romano-Catolică din Germania începe încă din secolul al IV-lea. De-a lungul timpului au existat numeroși sfinți și episcopi germani de o mare importanță, inclusiv opt papi: Bonifaciu al II-lea, Grigore al V-lea, Damasus al II-lea, Clement al II-lea, Leon al IX-lea, Ștefan al IX-lea, Victor al II-lea și Benedict al XVI-lea. În ceea ce privește organizarea bisericii germane, ea este structurată în douăzecișișapte de episcopii, dintre care șapte sunt arhiepiscopii. De asemenea, mai există și Ordinariatul Militar al Germaniei pentru soldații romano-catolici, ordinariat condus de un episcop militar aflat sub directa jurisdicție a Sfântului Scaun. Există de asemenea Exarhatul Apostolic din Germania și Scandinavia, care cuprinde credincioșii catolici de alte naționalități, majoritatea lor fiind ucraineni.

## Organizare administrativă
- Arhidieceza de Köln
  - Dieceza de Aachen
  - Dieceza de Essen
  - Dieceza de Limburg
  - Dieceza de Münster
  - Dieceza de Trier
- Arhidieceza de Berlin
  - Dieceza de Görlitz
  - Dieceza de Dresden-Meissen
- Arhidieceza de München și Freising
  - Dieceza de Augsburg
  - Dieceza de Passau
  - Dieceza de Regensburg
- Arhidieceza de Hamburg
  - Dieceza de Hildesheim
  - Dieceza de Osnabrück
- Arhidieceza de Paderborn
  - Dieceza de Erfurt
  - Dieceza de Fulda
  - Dieceza de Magdeburg
- Arhidieceza de Bamberg
  - Dieceza de Speyer
  - Dieceza de Würzburg
  - Dieceza de Eichstätt
- Arhidieceza de Freiburg
  - Dieceza de Mainz
  - Dieceza de Rottenburg-Stuttgart